# Nieskończona historia
„Nieskończona historia” − drugi singel Eweliny Flinty z albumu Nie znasz mnie. Piosenka została zgłoszona do walki o Bursztynowego Słowika na Sopot Festival 2005. Ostatecznie uplasowała się na pozycji drugiej, tuż po Andrzeju Piasecznym.
Autorami muzyki do utworu są Ewelina Flinta i Jarek Chilkiewicz, autorką słów jest Justyna Korn.

## Teledysk
Teledysk do singla został wydany w czerwcu 2005 roku. Reżyserem klipu jest  Anna Maliszewska. W teledysku można zobaczyć ujęcia pokazujące Flintę wykonującą utwór, a także sceny z udziałem Sandry Samos.

## Pozycje na listach
| Notowanie (2005)  | Najwyższa pozycja |
| ----------------- | ----------------- |
| RMF FM (POPlista) | 3                 |